# Placopecten
Placopecten — рід морських двостулкових молюсків родини гребінцевих (Pectinidae).

## Види
Рід містить один сучасний вид та низку викопних видів, що відомі у геологічних відкладеннях, починаючи з еоцену:
- †Placopecten clintonius
- Placopecten magellanicus
- †Placopecten marylandica
- †Placopecten princepoides
- †Placopecten virginiana